# 하야카와 셋슈
하야카와 긴타로(일본어: 早川 金太郎, 1886년 6월 10일 ~ 1973년 11월 23일)는 하야카와 셋슈(일본어: 早川 雪洲)라는 예명으로 활동한 일본인 배우이자 마티네 아이돌이다. 1910년대와 1920년대 초반 무성영화 시대의 할리우드에서 인기 스타로 활약했다. 하야카와는 미국과 유럽에서 주연 배우로서 스타덤에 오른 최초의 아시아계 배우였다. "수심 어린 듯한 잘생긴" 외모와 성적으로 지배적인 악역이라는 틀에 박힌 배역으로 인해 인종 차별이 만연하던 시기에도 미국 여성들 사이에서 인기를 얻었으며, 할리우드의 최초의 남성 섹스 심벌 중 한 명이 되었다.
18세에 일본 해군사관학교를 중퇴하고 자살을 시도한 후, 하야카와는 시카고 대학교에 진학하여 부유한 부모의 바람대로 은행가가 되기 위해 정치경제학을 공부했다. 졸업 후 일본으로 돌아가기 위해 예정된 배를 타려고 로스앤젤레스로 갔다가 리틀도쿄에서 연기를 시도해보게 되었다. 하야카와는 할리우드 인사들의 주목을 받아 《태풍》(The Typhoon, 1914년)의 주연으로 발탁되었다. 《사기꾼》(1915년)으로 큰 성공을 거두었고, 금지된 연인 역할로 유명해졌다. 하야카와는 당대 최고 수입의 스타 중 한 명이었는데, 1915년에는 주급 5천 달러를 받았고, 1918년부터 1921년까지는 자신의 제작사를 통해 연간 200만 달러를 벌어들였다. 반일 감정의 고조와 사업상의 어려움으로 인해 1922년 할리우드를 떠나 브로드웨이와 일본, 유럽에서 수년간 활동하다가 《드래곤의 딸》(1931년)로 할리우드에 복귀했다.
유성영화 중에서는 《로빈슨 가족》(1960년)에서 해적 선장 쿠알라 역과 《콰이강의 다리》(1957년)에서 사이토 대령 역으로 가장 잘 알려져 있는데, 후자로 아카데미 남우조연상 후보에 올랐다. 하야카와는 80편이 넘는 장편 영화에 출연했으며, 그가 출연한 세 작품(《사기꾼》, 《드래곤 페인터》, 《콰이강의 다리》)은 미국 국립영화등기부에 등재되어 있다.

## 어린 시절과 경력

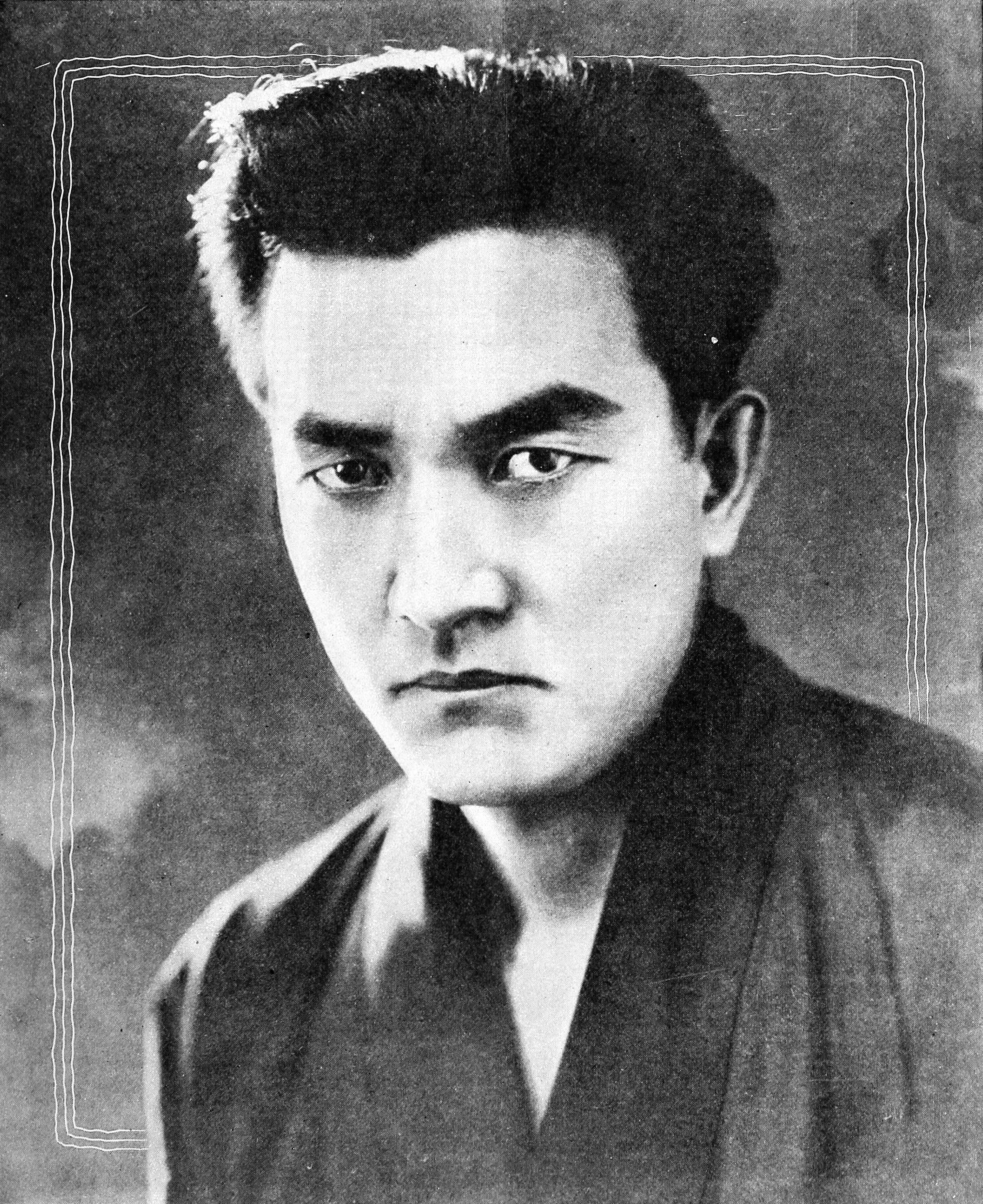
1918년의 하야카와

하야카와는 1886년 6월 10일 일본 지바현 미나미보소시의 지쿠라정에 속한 나나우라 마을에서 하야카와 긴타로(일본어: 早川 金太郎)라는 이름으로 태어났다. 어린 시절부터 해외 진출을 꿈꾸어 영어 공부에 매진했다. 그의 아버지는 어느 정도 재력이 있는 어업 조합장이었다. 그에게는 다섯 명의 형제자매가 있었다.
하야카와의 가족은 어린 시절부터 그가 일본 제국 해군의 장교가 되기를 바랐다. 그러나 에타지마섬의 해군사관학교 재학 중, 도전을 받아 석호 바닥까지 잠수했다가(그는 조개잡이 공동체에서 자랐다) 고막이 파열되었다. 이 부상으로 인해 해군 신체검사에서 불합격 판정을 받았다. 아버지는 아들의 실패에 수치심과 당혹감을 느꼈고, 이 사건이 둘 사이를 멀어지게 했다. 이런 긴장된 관계로 인해 18세의 하야카와는 할복을 시도하게 된다. 어느 날 저녁, 하야카와는 부모의 집 헛간에 들어가 장소를 준비했다. 개를 밖으로 내보낸 뒤 가문의 사무라이 전통을 지키고자 배를 30번 넘게 찔렀다. 개가 짖는 소리에 부모가 현장에 달려왔고, 아버지가 도끼로 문을 부수고 들어가 그의 목숨을 구했다.
자살 시도에서 회복한 후, 하야카와는 미국으로 건너가 은행가가 되기를 바라는 가족의 새로운 희망에 따라 시카고 대학교에서 정치경제학을 공부하기 시작했다. 재학 중에는 미식축구팀의 쿼터백으로 활약했으며, 한번은 주짓수 기술로 상대 선수를 쓰러뜨려 페널티를 받았다고 한다. 하야카와는 1912년 시카고 대학교를 졸업하고 일본으로 돌아갈 계획을 세웠다. 그는 로스앤젤레스로 가서 태평양 횡단 증기선을 기다리는 동안, 리틀도쿄의 일본 극장을 발견하고 연기와 연극 공연에 매료되었다.
그러나 이러한 기록에 대해서는 부분적으로 또는 전체적으로 이견이 있다. UC 샌디에이고의 일본어문학 교수 미야오 다이스케에 따르면, 하야카와가 배우의 길을 택하게 된 과정은 실제로는 그리 극적이지 않았다고 한다. 하야카와가 시카고 대학교에 다녔거나 그곳에서 운동했다는 기록은 없다. 대신 하야카와의 연기 경력은 캘리포니아에서 접시닦이, 웨이터, 아이스크림 판매원, 공장 노동자 등 여러 잡일을 전전하다가 시작되었을 가능성이 높으며, 극장 출연 역시 또 다른 임시직에 불과했다는 것이다.
작가 나카가와 오리에의 또 다른 수정설에 따르면, 하야카와는 처음부터 샌프란시스코에 있는 형 밑에서 일하기 위해 캘리포니아로 가려 했으나, 아버지가 시카고에서 공부하도록 설득했고, 하야카와는 1년간 그곳에서 수학한 뒤 본래의 목적을 위해 떠났다고 한다.
이 무렵 하야카와는 처음으로 셋슈(雪洲)라는 예명을 사용하기 시작했는데, "눈 덮인 대륙"이라는 뜻을 가졌다(雪은 "눈", 洲는 "대륙"을 의미한다). 하야카와가 출연한 작품 중 하나는 《태풍》이었다. 극단의 배우였던 아오키 쓰루코는 하야카와의 연기력과 열정에 깊은 감명을 받아 영화 제작자 토머스 H. 아인스를 공연에 초청했다. 인스는 공연을 보고 원작 배우진 그대로 무성 영화로 만들겠다고 제안했다. 일본으로 돌아가고 싶었던 하야카와는 아인스를 만류하고자 당시로서는 천문학적인 액수인 주급 5백 달러를 요구했으나, 아인스는 이를 수락했다.
《태풍》(1914년)은 즉각적인 히트작이 되었고, 아인스가 제작한 두 편의 영화가 뒤를 이었는데, 하나는 하야카와의 새 아내인 아오키가 함께 출연한 《신들의 분노》(1914년)였고, 다른 하나는 《희생》(1914년)이었다. 하야카와의 인기가 높아지자 제시 L. 래스키가 곧 계약을 제안했고, 하야카와는 이를 수락하여 페이머스 플레이어스래스키(현 파라마운트 픽처스)의 일원이 되었다.

## 스타덤
백인 여성들은 기꺼이 일본인 남성에게 자신을 바쳤다. [...] 셋슈가 극장 시사회 앞에서 리무진에서 내릴 때 물웅덩이 때문에 살짝 얼굴을 찌푸렸는데, 그의 차 주위를 둘러싼 수십 명의 여성 팬들이 서로 앞다투어 모피 코트를 그의 발 앞에 펼쳐 놓았다.
페이머스 플레이어스래스키에서 만든 하야카와의 두 번째 영화는 세실 B. 드밀이 감독한 《사기꾼》(1915년)이었다. 《사기꾼》에서는 패니 워드가 하야카와의 연인 역을 맡았고 큰 성공을 거두어, 하야카와는 여성 관객들 사이에서 로맨틱 아이돌이자 성적 매력의 상징이 되었다. 샌프란시스코 아시아계 미국인 미디어 센터의 사무국장 스티븐 공은 이렇게 말한다. "이 영화는 센세이션을 일으켰습니다. 강간 판타지, 금단의 열매, 인종과 성에 관한 모든 금기를 다룬 이 영화로 그는 영화 스타가 되었죠. 그리고 그의 가장 열광적인 팬층은 백인 여성이었습니다." 인기와 "수심 어린 듯한 잘생긴" 외모 덕분에 하야카와는 1919년 전성기에 주급 3,500달러가 넘는 출연료를 받았다. 1917년에는 할리우드의 프랭클린 애비뉴와 아가일 스트리트 모퉁이에 성 형태의 저택을 지었는데, 1956년에 철거될 때까지 지역의 명소였다.
《사기꾼》 이후 하야카와는 1910년대와 1920년대 초반에 로맨스 드라마의 주연 배우가 되었다. 또한 서부극과 액션 영화에도 출연하기 시작했다. 그는 배역을 구했지만 늘 같은 유형의 역할만 맡게 되는 것에 불만을 느껴 자신의 제작사를 설립하기로 결심했다. 하워스 픽처스 코퍼레이션이 어떻게 초기 자금을 마련했는지에 대해서는 명확하지 않다. 하야카와 본인이 두 가지 다른 버전을 이야기했다. 첫 번째는 자서전에서 나온 것으로, 시카고 대학교 동문인 윌리엄 조셉 코너리가 그를 샌프란시스코의 도자기·유리 회사 사장 A.B.C. 도르만에게 소개했고, 도르만이 회사 설립을 위해 100만 달러를 지원하기로 했다는 것이다. 두 번째 버전에서는 코너리의 부모가 백만장자 탄광 소유주였으며 이들이 100만 달러를 제공했다고 한다.

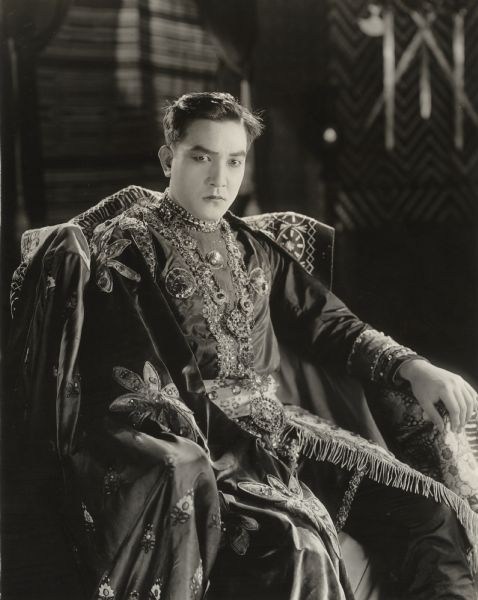
1920년 무성 판타지 영화 《거지 왕자》의 홍보 스틸에서 욕망의 섬 왕자로 분장한 하야카와

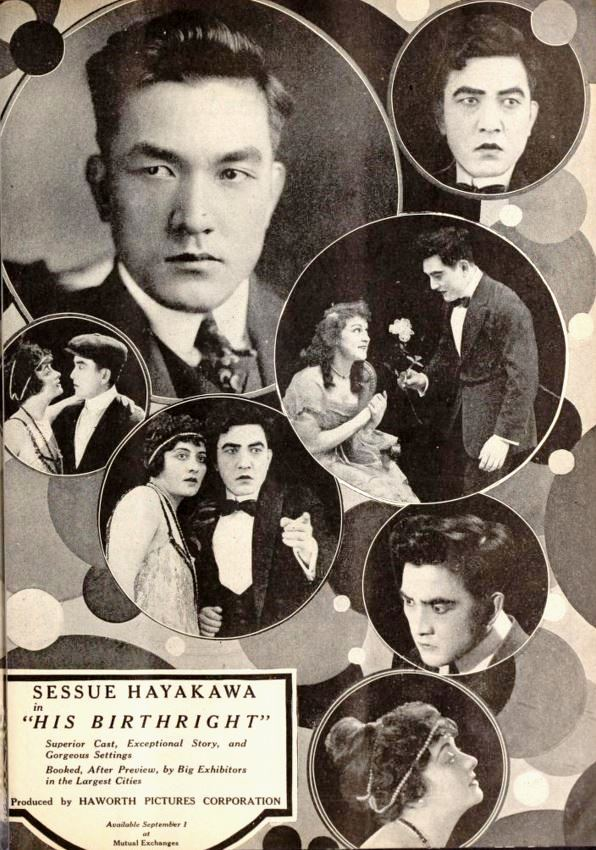
1918년 하야카와, 마린 사이스, 메리 앤더슨과 함께한 미국 드라마 영화 《그의 생득권》의 《이그지비터 헤럴드》 광고

이후 3년 동안 하야카와는 23편의 영화를 제작했고 1920년까지 200만 달러를 벌어들여 코너리에게서 빌린 100만 달러를 갚을 수 있었다. 하야카와는 영화의 제작과 주연뿐만 아니라 디자인, 각본, 편집, 연출에도 참여했다. 평론가들은 하야카와의 절제된 선(禪) 영향의 연기 스타일을 극찬했다. 하야카와는 당시 유행하던 과장된 포즈와 큰 동작과는 대조적으로, 자신의 연기에 무아(無我), 즉 "행함이 없음"을 구현하고자 했다. 1918년에는 미국의 연속극 배우 마린 사이스를 직접 선택해 여러 작품에 함께 출연했는데, 첫 작품은 인종 문제를 다룬 《흐릿한 얼굴들의 도시》(The City of Dim Faces, 1918년)였고, 이어서 아오키도 출연한 《그의 생득권》(His Birthright, 1918년)이 있었다. 사이스와의 협업은 《명예의 굴레》(Bonds of Honor, 1919년)로 마무리되었다. 하야카와는 또한 《황혼의 사원》(1918년)에서 제인 노박과, 《드래곤 페인터》(1919년)에서는 아오키와 호흡을 맞췄다. 골드시에 따르면 하야카와의 명성은 더글러스 페어뱅크스, 찰리 채플린, 존 배리모어와 견줄 만했다고 한다. 하야카와는 금도금된 피어스애로우를 몰았고 자신의 "성"에서 호화로운 파티를 열었는데, 이곳은 할리우드에서 가장 거친 파티가 열리는 곳으로 알려졌다. 1920년 금주법이 시행되기 직전에는 대량의 술을 구입했고, 자신의 사교계 성공이 술 덕분이라고 농담하곤 했다. 그는 아오키와 함께 모나코로 여행을 가서 몬테카를로 카지노에서 도박을 즐기기도 했다.
하야카와는 1922년 할리우드를 떠났는데, 여러 저자들은 만연한 반일 감정과 사업상의 어려움 등 다양한 이유를 제시한다. 나카가와는 특히 세 가지 사건에 주목한다. 첫째로 《늪》(The Swamp, 1921년) 촬영장에서 그의 맹장이 파열되어 입원했을 때 누군가 그의 보험금을 가로채려 했고, 둘째로 아오키가 자살을 시도했다는 근거 없는 타블로이드 보도가 있었으며, 셋째로 하야카와는 (반일 법안을 지지한다고 비난받은) 로버트슨콜 픽처스 코퍼레이션이 《주홍색 연필》(The Vermilion Pencil) 촬영장에서 안전하지 않은 지진 장면을 통해 보험금을 노리고 자신의 목숨을 노렸다고 믿었고, 이로 인해 스튜디오를 고소하기에 이르렀다. 그는 아오키와 함께 미국에 온 이래 처음으로 일본을 방문했다. 그러나 곧 돌아와 1923년 브로드웨이에서 《타이거 릴리》(Tiger Lily)의 주연을 맡았다. 이후 15년 동안 그는 일본과 유럽에서도 활동했다. 런던에서는 《위대한 샨 왕자》(The Great Prince Shan, 1924년)와 《수의 이야기》(The Story of Su, 1924년)의 주연을 맡았다. 1925년에는 소설 《도적 왕자》(The Bandit Prince)를 썼고 이를 단막극으로 각색했다. 1930년에는 자신을 위해 특별히 쓰여진 단막극 《사무라이》를 영국의 조지 5세와 메리 왕비 앞에서 공연했다. 하야카와는 프랑스에서 널리 알려졌는데, 관객들은 그를 "열광적으로 받아들였고" 그의 프랑스 데뷔작 《전투》(La Bataille, 1923년, 역시 로버트슨콜 픽처스 코퍼레이션이 제작)는 평단과 흥행 모두에서 성공을 거두었다. 독일 관객들은 하야카와를 "센세이셔널"하다고 평했고, 러시아에서는 그를 미국의 "훌륭한 배우" 중 한 명으로 여겼다. 수많은 일본 영화 외에도 하야카와는 《삼총사》의 일본어 무대 버전도 제작했다. 경력 초기 몇 십 년 동안 하야카와는 미국과 유럽 영화계에서 최초의 아시아계 주연 배우로 자리매김했다. 또한 그는 국제적 스타덤에 오른 최초의 비백인 배우이기도 했다.

## 후기 경력

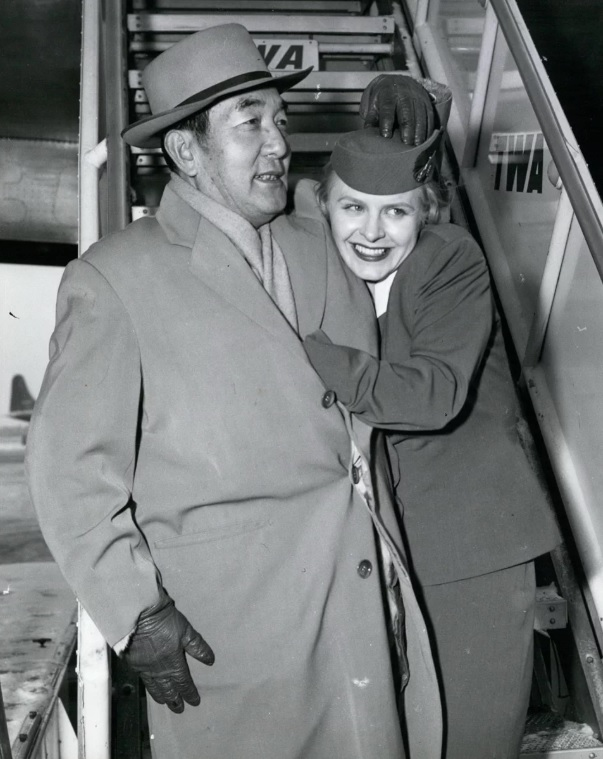
1960년경 뉴욕에서 승무원과 함께한 하야카와

1926년 브로드웨이 공연을 위해 다시 미국으로 돌아온 하야카와는 이후 보드빌에서도 활동하면서 뉴욕 어퍼 웨스트 사이드에 선불교 사원과 연구실을 열었다. 하야카와는 이후 유성영화로 전환했는데, 그의 할리우드 복귀작이자 유성영화 데뷔작은 중국계 미국인 배우 애나 메이 웡과 함께 출연한 《드래곤의 딸》(Daughter of the Dragon, 1931년)이었다. 영화에 음향이 더해지면서 그의 액센트는 좋은 평가를 받지 못했다. 하야카와는 독일-일본 합작 영화 《사무라이의 딸》(The Daughter of the Samurai, 1937년)에서 사무라이 역을 맡았다. 같은 해에 프랑스로 가서 《요시와라》(Yoshiwara, 1937년)에 출연했으나, 1940년 독일의 프랑스 점령으로 그곳에 갇히게 되어 가족과 떨어지게 되었다. 이후 몇 년 동안 하야카와는 영화 출연이 거의 없었으나, 수채화를 판매하며 생계를 유지했다. 그는 프랑스에 같이 갇힌 작가 사쓰마 지로하치와 친구가 되었다. 골드시에 따르면 그가 프랑스 레지스탕스에 가담하여 제2차 세계 대전 중 연합군 조종사들을 도왔다고 하나, 하야카와 본인은 주로 전쟁 중과 전후에 현지 일본인 공동체를 도왔다고 말한다. 그의 유랑 생활은 1950년까지 계속되었다.
1949년, 험프리 보가트의 제작사가 하야카와를 찾아내 《도쿄 조》에 출연을 제안했다. 취업 허가를 발급하기 전에 미국 영사관은 전쟁 중 하야카와의 활동을 조사했고, 그가 독일의 전쟁 수행에 어떤 식으로도 기여하지 않았다는 것을 확인했다. 하야카와는 《도쿄 조》에 이어 《세 사람이 돌아왔다》(Three Came Home, 1950년)에서 실존 인물인 포로수용소 소장 스가 중령 역을 맡은 후 프랑스로 돌아갔다.
전후 하야카와의 스크린 속 역할은 "명예로운 악역"으로 가장 잘 표현할 수 있는데, 이는 《콰이강의 다리》(1957년)의 사이토 대령 역할에서 잘 드러난다. 이 영화는 아카데미 작품상을 수상했고 하야카와는 남우조연상 후보에 올랐다. 또한 골든 글로브상 후보에도 지명되었다. 그는 이 역할을 자신의 경력에서 가장 빛나는 순간이라고 불렀다. 영화 이후 하야카와는 대체로 연기 활동에서 은퇴했다. 이후 몇 년 동안 몇몇 텔레비전 쇼와 영화에 객원 출연했으며, 애니메이션 영화 《데이드리머》(1966년)을 끝으로 마지막 연기를 했다.
은퇴 후 하야카와는 선불교에 전념하여 선사가 되었고, 개인 연기 코치로 일하며, 자서전 《선이 나에게 길을 보여주었다》(Zen Showed Me the Way)를 집필했다.

## 인종 장벽
하야카와의 경력 전반에 걸쳐 미국 사회의 많은 부분에서는 반일 감정이 팽배했는데, 부분적으로 제1차 세계 대전과 제2차 세계 대전에서 비롯된 민족주의 때문이었다. 하야카와는 늘 악역이나 금지된 연인으로 유형화되었고, 더글러스 페어뱅크스 같은 백인 배우들에게 주어지는 역할은 맡을 수 없었다. 하야카와는 이렇게 말했다. "《신들의 분노》, 《태풍》, 《사기꾼》과 같은 역할들은 우리 일본인의 본성과는 맞지 않습니다... 이는 거짓이며 사람들에게 우리에 대한 잘못된 인상을 줍니다. 저는 우리의 진정한 모습을 보여줄 수 있는 캐릭터를 연기하고 싶습니다." 1949년에 그는 "내 유일한 꿈은 영웅을 연기하는 것"이라고 한탄했다. 하야카와의 딜레마는 그보다 9살 어린 루돌프 발렌티노의 경우와 유사했다. 둘 다 외국 출신이었고 이국적이거나 금지된 연인으로 유형화되었다. 페이머스 플레이어스와의 계약이 1918년 5월에 만료되었음에도 스튜디오는 여전히 그에게 《족장》의 주연을 제안했다. 하야카와는 자신의 회사를 시작하기 위해 이를 거절했다. 준 매티스의 영향으로 그 역할은 거의 무명이었던 발렌티노에게 돌아갔고, 이는 그를 하룻밤 사이에 스크린의 아이콘으로 만들었다.
1922년 3월 《이그지비터 헤럴드》의 "이 영화가 나에게 준 것" 섹션에 쓴 글에서, 인구 약 3,500명의 아이오와주 데니슨의 한 극장 주인은 중부 아메리카에서 하야카와에 대한 복잡한 감정(그리고 그를 묘사하는 데 사용된 언어)을 드러냈다. "그 일본인은 확실히 좋은 배우지만, 몇몇 사람들은 그를 좋아하지 않는 것 같다." 1930년에 시행된 제작 규약(1934년 이후 강제됨)은 영화에서 인종 간 결혼을 묘사하는 것을 금지했다. 이는 하야카와의 상대 배우가 아시아계 여배우가 아니면 그가 그녀와의 로맨스를 연기할 수 없다는 것을 의미했다. 하야카와는 자신의 민족성으로 인해 이러한 난처한 상황에 처하게 되었다. 당시의 귀화법은 그가 미국 시민이 되는 것을 막았고, 인종 간 결혼 금지법으로 인해 다른 인종과 결혼할 수도 없었다.
하야카와의 초기 영화들은 일본인 남성을 가학적이고 잔인하게 묘사한다고 여겨져 일본에서 인기를 얻지 못했다. 많은 일본 관객들은 이러한 묘사를 모욕적이라고 느꼈다. 특히 민족주의 단체들이 비판적이었다. 일부 일본인들은 하야카와가 미국의 반일 감정을 증폭시키는 데 일조하고 있다고 믿었고, 그를 일본인의 배신자로 여겼다. 하야카와가 미국의 슈퍼스타로 자리잡은 후에는, 그를 국가적, 인종적 수치로 보던 언론의 부정적인 논조가 눈에 띄게 줄어들었고, 일본 언론은 대신 하야카와의 영화적 업적을 홍보하기 시작했다. 그의 후기 영화들 역시 인기를 얻지 못했는데, 민족주의가 팽배하던 시기에 그가 "너무 미국화되었다"고 여겨졌기 때문이었다.

## 사생활

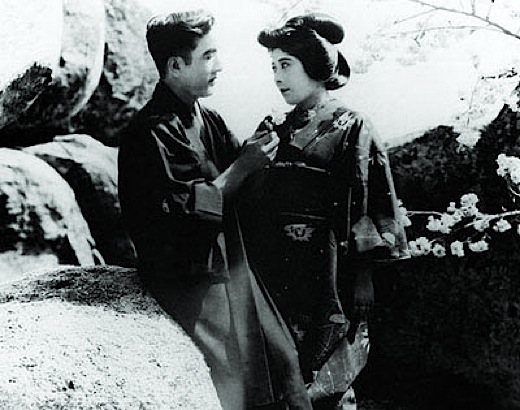
1919년 영화 《드래곤 페인터》에서 하야카와와 그의 아내 아오키 쓰루코

하야카와는 1914년 5월 1일, 여러 영화에서 함께 출연한 잇세이 배우 아오키 쓰루코와 결혼했다. 하야카와는 백인 배우 루스 노블과 불륜 관계를 가졌는데, 그녀는 같은 보드빌 공연자로 《도적 왕자》에서 그와 함께 출연했다. 노블은 아들 알렉산더 헤이즈를 낳았으나 하야카와에게 양육권을 넘겼다. 셋슈와 아오키는 아이를 입양하여 이름을 유키오로 바꾸고 일본에서 양육하고 교육했다. 이후 그들은 두 명의 딸도 더 입양했는데, 배우가 된 요시코와 무용수가 된 후지코였다. 아오키는 1961년에 사망했다.
신체적으로 하야카와는 "운동선수의 체격과 민첩성"을 지녔다. 1917년의 한 프로필은 하야카와에 대해 이렇게 기술했다. "그는 유술에 능숙하고, 검술의 달인이며, 물고기처럼 수영을 잘한다. 그는 훌륭한 승마가이며 빠른 테니스 라켓을 구사한다. 일본인치고는 키가 커서 5 피트 7.5 인치(171.5 cm)이며, 체중은 157 파운드(71 kg)이다."
하야카와는 그의 규율과 무술 실력으로 유명했다. 모하비 사막에서 《재규어의 발톱》을 촬영할 때, 하야카와는 멕시코 산적 역을 맡았고 500명의 카우보이들이 엑스트라로 참여했다. 촬영 첫날 밤, 엑스트라들은 밤새 술을 마시다가 다음 날까지 이어갔다. 일이 전혀 진행되지 않자 하야카와는 그들에게 싸움을 걸었다. 두 명이 나섰다. 하야카와는 이렇게 말했다. "첫 번째 사람이 나를 향해 주먹을 날렸습니다. 나는 그의 팔을 잡아 거친 땅바닥에 얼굴을 처박게 했죠. 두 번째 사람은 붙잡으려고 해서 어쩔 수 없이 그를 머리 위로 던져 목이 꺾이게 떨어뜨렸습니다. 그는 그 충격으로 정신을 잃었습니다." 하야카와는 또 다른 카우보이의 무기도 해제했다. 엑스트라들은 작은 체구의 남자가 거대한 카우보이들을 제압하는 모습에 재미를 느끼며 작업에 복귀했다.

## 사망과 유산

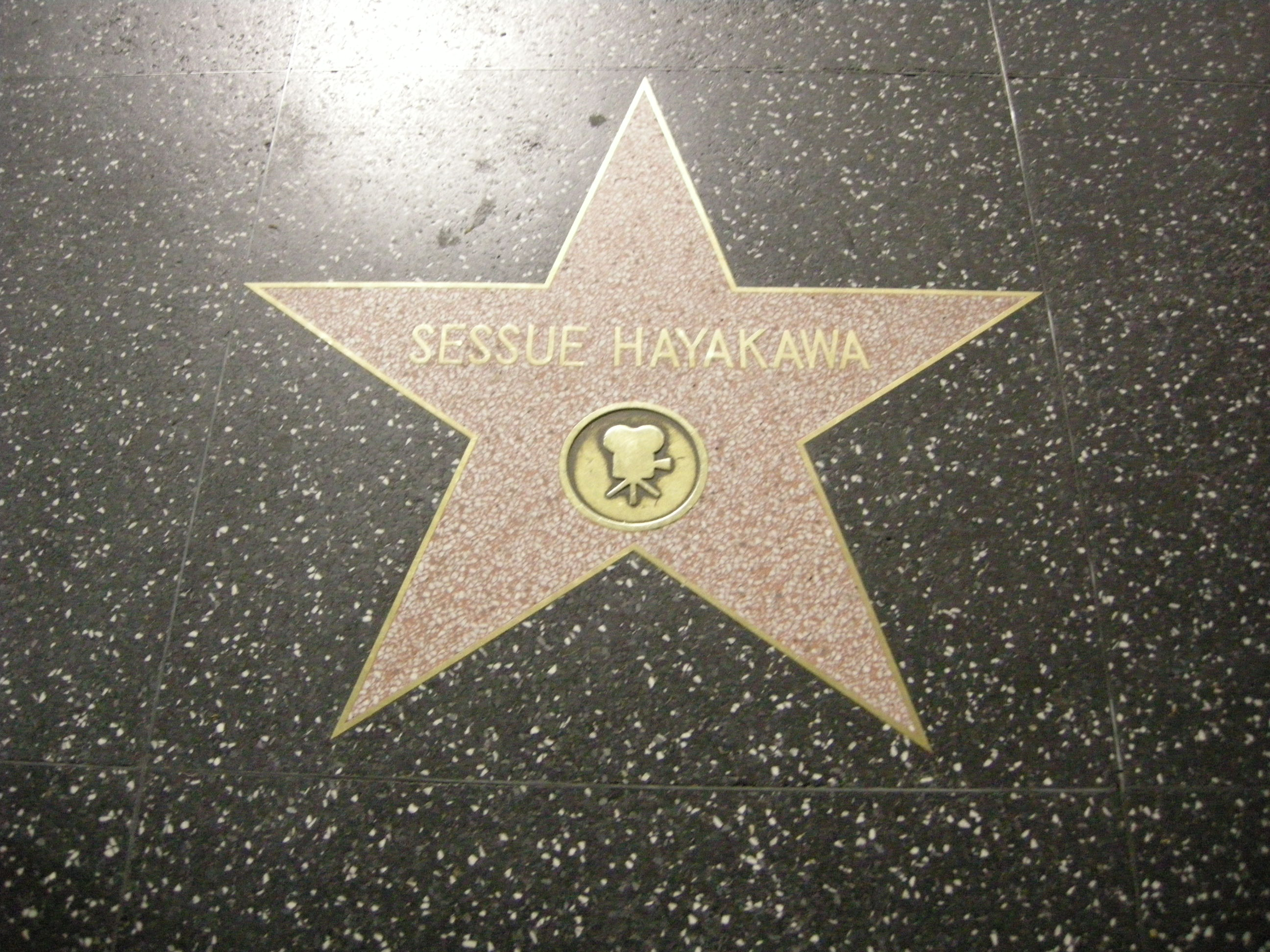
할리우드 명예의 거리에 있는 하야카와의 별

하야카와는 1966년 영화계에서 은퇴했다. 1973년 11월 23일 도쿄에서 폐렴 합병증을 동반한 뇌혈전증으로 사망했다. 그는 일본 도야마현의 조케이지 절 묘지에 묻혔다.
하야카와의 영화 중 상당수가 소실되었다. 《콰이강의 다리》, 《게이샤 보이》, 《로빈슨 가족》, 《도쿄 조》, 《세 사람이 돌아왔다》 등 그의 후기 작품 대부분은 DVD로 볼 수 있다. 1960년 하야카와는 영화 산업에 대한 공헌을 인정받아 캘리포니아주 로스앤젤레스 할리우드의 바인 스트리트 1645번지에 있는 할리우드 명예의 거리에 별을 받았다.
하야카와의 생애를 바탕으로 한 뮤지컬 《셋슈》가 1989년 도쿄에서 공연되었다. 2007년 9월, 뉴욕 근대미술관은 《셋슈 하야카와: 동양과 서양의 만남》(Sessue Hayakawa: East and West, When the Twain Met)이라는 제목으로 하야카와의 작품 회고전을 개최했다. 일본의 영화감독 오시마 나기사는 하야카와의 생애를 바탕으로 《할리우드 젠》이라는 제목의 전기 영화를 만들 계획이었다. 각본은 완성되어 로스앤젤레스에서 촬영될 예정이었으나, 계속된 지연과 2013년 오시마의 사망으로 이 프로젝트는 아직 실현되지 못했다.
2020년 하야카와의 생애는 PBS의 다큐멘터리 《아시아계 미국인》(Asian Americans)의 일부로 소개되었다.
그의 유산은 특히 아시아계 미국인 사회에서 지속적인 영향을 미치고 있다. 미디어학 교수 칼라 레이 풀러는 2010년에 이렇게 썼다. "할리우드에서 아시아계 미국인으로서 하야카와가 이룬 선구적인 경력에서 더욱 주목할 만한 점은, 그가 영화사와 스타 연구에서 사실상 무시되고 있다는 사실이다. [...] 더욱이 그가 자신의 제작사를 설립하고 운영할 수 있을 정도로 드문 수준의 성공을 이루었다는 사실을 고려할 때, 할리우드 역사 서술에서 그가 누락된 것은 더욱 심각한 문제이다."

## 같이 보기
- 미국내 동아시아인에 대한 고정관념

## 참고문헌
- Miyao, Daisuke (2007). 《Sessue Hayakawa: Silent Cinema and Transnational Stardom》. United States: Duke University Press. ISBN 978-0-8223-3969-4.